# Nationaal Park Valdajski
Nationaal Park Valdajski (Russisch: Валдайский национальный парк) is een nationaal park gelegen in de oblast Novgorod in het noordwesten van Europees Rusland. De oprichting vond plaats op 17 mei 1990 per decreet (№ 157/1990) van de Raad van Ministers van de Russische SFSR en heeft een oppervlakte van 1.584,61 km². Ook werd er een bufferzone van 884,09 km² ingesteld. In 2004 besloot het Internationaal Coördinerend Comité van UNESCO het nationaal park toe te voegen aan de lijst van biosfeerreservaten onder haar Mens- en Biosfeerprogramma (MAB).

## Kenmerken
Nationaal Park Valdajski ligt in het noorden van de Valdajhoogte en wordt gekenmerkt door tal van moreneheuvels, stuwwallen, depressies en valleien. Het gebied wordt vooral bedekt door boreale bossen en valt binnen de subzone van de zuidelijke taiga. Ook zijn er meerdere grote zoetwatermeren, zoals het Seligermeer, Veljemeer en Waldajmeer.

## Flora en fauna
In Nationaal Park Valdajski zijn meer dan 500 vaatplanten vastgesteld, waaronder zeldzame soorten als smalle orchis (Dactylorhiza traunsteineri), welriekende nachtorchis (Platanthera bifolia), moeraswespenorchis (Epipactis palustris), grote muggenorchis (Gymnadenia conopsea) en Siberische lariks (Larix sibirica). De belangrijkste bosvormende soorten in het gebied zijn de grove den (Pinus sylvestris), fijnspar (Picea abies), esp (Populus tremula), zachte berk (Betula pubescens), ruwe berk (Betula pendula), zomereik (Quercus robur), Noorse esdoorn (Acer platanoides) en es (Fraxinus excelsior).
Er zijn ongeveer 50 zoogdieren in het gebied vastgesteld, waaronder de bruine beer (Ursus arctos), eland (Alces alces), das (Meles meles), Europese nerts (Mustela lutreola), bever (Ursus arctos) en wolf (Canis lupus). Ook broeden er ongeveer 150 soorten vogels, zoals het auerhoen (Tetrao urogallus), korhoen (Lyrurus tetrix), hazelhoen (Tetrastes bonasia), parelduiker (Gavia arctica), groenpootruiter (Tringa nebularia), witrugspecht (Dendrocopos leucotos) en drieteenspecht (Picoides tridactylus). Het auerhoen staat bovendien op het embleem van Nationaal Park Valdajski.